# Polyplectropus diastictis
Polyplectropus diastictis är en nattsländeart som beskrevs av Wolfram Mey 1998. Polyplectropus diastictis ingår i släktet Polyplectropus och familjen fångstnätnattsländor. Inga underarter finns listade i Catalogue of Life.